# Cases al carrer de Sant Julià, 11-15 (Vilafranca del Penedès)
Els edificis situats al carrer de Sant Julià, 11-15 són una obra del municipi de Vilafranca del Penedès (Alt Penedès) inclosa en l'Inventari del Patrimoni Arquitectònic de Catalunya. Les cases estan situades a l'eixample vuitcentista, ocupat inicialment per aquest tipus d'arquitectura popular.

## Descripció
Cases entre mitgeres i d'una crugia. Consta de planta baixa i entresòl amb coberta de teula àrab a dues vessants. La seva particularització no té cap altre valor que el d'exemple. Aquesta tipologia és també usual en altres carrers de Vilafranca. Aquestes cases generalment es construïen en grups, adoptant variants dimensionals, principalment en la portalada.